# Endless Moment (平松愛理の曲)
「Endless Moment」（エンドレス モーメント）は、平松愛理の22枚目のシングル。発売日は1999年4月21日。

## 解説
ポニーキャニオンからユニバーサルビクター（旧・MCAビクター）へ移籍後、初のシングル。TBS系昼ドラマ『はれ時々くもり』主題歌。
アルバム「Usa-Bara」にはアルバムバージョン（corcovado MIX）で収録されている。

## 収録曲
全作詞・作曲：平松愛理　編曲：清水信之
1. Endless Moment
2. 旅の途中
3. Endless Moment（オリジナル・カラオケ）